# Сфинту-Георге (Креведія-Маре, Джурджу)
Сфинту-Георге (рум. Sfântu Gheorghe) — село у повіті Джурджу в Румунії. Входить до складу комуни Креведія-Маре.
Село розташоване на відстані 39 км на захід від Бухареста, 66 км на північний захід від Джурджу, 142 км на схід від Крайови, 135 км на південь від Брашова.

## Населення
За даними перепису населення 2002 року у селі проживали 468 осіб, усі — румуни. Усі жителі села рідною мовою назвали румунську.